# WOT Services
Ne doit pas être confondu avec Toile de confiance.
WOT (ou Web of Trust) est un logiciel de sécurité gratuit développé par la firme WOT Services, basée à Helsinki, en Finlande. Il prend la forme d'une extension pour navigateur web qui renseigne l'utilisateur sur la réputation des sites Web avant que celui-ci n'y accède.
Début novembre 2016, après un scandale révélé par les médias allemands concernant la collecte et la vente des données personnelles de ses utilisateurs, l'extension est retirée des magasins d'extensions des navigateurs web qui la distribuaient. Plusieurs semaines après, l'extension réintègre ces magasins dans une nouvelle version censée corriger ces problèmes.

## Fonctionnalité
WOT affiche, en regard de chaque lien (texte ou image) renvoyé par le moteur de recherche, un indicateur de la fiabilité du site concerné. Cet indicateur prend la forme d'un cercle dont la couleur va du vert (fiable) au rouge (dangereux).
Le système repose sur le crowdsourcing, c'est-à-dire sur les avis émis par la communauté des utilisateurs de WOT.
Lorsqu'un site n'a pas encore été noté par les utilisateurs de WOT, l'indicateur de fiabilité est gris, ce qui n'indique pas un danger mais reflète le fait que ce site est peu fréquenté par les utilisateurs de WOT.

## Critiques
Certains internautes accusent WOT de biaiser le classement des sites web, voire d'être manipulé, généralement parce qu'il donnait une note négative à des sites qu'ils estimaient dignes de confiance. Ainsi, 20 % des gens ayant donné leur avis sur le site des add-on Firefox ont donné la pire des notations possible.
Le 1er novembre 2016, l'émission allemande Panorama sur la chaîne Das Erste montre que WOT espionne ses utilisateurs et collecte des données personnelles pour les revendre. Un expert en sécurité informatique allemand, Mike Kuketz, poste sur son blog un article technique qui illustre la collecte. L'extension affirme en effet dans sa politique de confidentialité que les données collectées sont anonymes. Cette information est reprise dans plusieurs médias allemands et anglais,. Dans l'attente de réponses et de modifications de la part des développeurs, Mozilla retire l'extension de son catalogue de modules complémentaires. WOT se retire finalement des boutiques d'extensions des autres navigateurs après avoir été notifié par Mozilla. L'extension répond sur son forum qu'elle respecte la vie privée de ses utilisateurs et qu'elle s'efforce d'anonymiser les données collectées.
Le 19 décembre 2016, le développeur annonce sur son blog qu'une nouvelle version de WOT a été créée corrigeant les problèmes d’anonymisation de la collecte de données de ses utilisateurs, et précise que les personnes ne souhaitant pas une telle collecte peuvent simplement désactiver la protection en temps réel. L'extension réintègre ainsi les différents magasins des navigateurs. 